# András Turay
András Turay [andráš turaj] (maďarsky Turay András; 23. ledna 1915 Budapešť – 21. dubna 1986 tamtéž) byl maďarský fotbalový útočník a trenér. Byl uváděn také jako András Turai nebo Turay II.
Jeho starší bratr József Turay (1905–1963) byl v letech 1928–1939 členem Maďarské fotbalové reprezentace.

## Hráčská kariéra
V maďarské lize hrál za budapešťský Phöbus FC, Bocskai FC (Debrecín) a Gamma FC (Budafok). Ve 122 zápasech vstřelil 94 branky.

### Prvoligová bilance
| Ročník          | Zápasy | Góly | Minuty | Klub       |
| --------------- | ------ | ---- | ------ | ---------- |
| I. liga 1935/36 | 5      | 6    | 450    | Phöbus FC  |
| I. liga 1936/37 | 24     | 18   | –      | Phöbus FC  |
| I. liga 1937/38 | 21     | 13   | 1 890  | Phöbus FC  |
| I. liga 1938/39 | 21     | 10   | 1 890  | Phöbus FC  |
| I. liga 1939/40 | 19     | 18   | 1 710  | Bocskai FC |
| I. liga 1940/41 | 24     | 20   | 2 160  | Gamma FC   |
| I. liga 1941/42 | 8      | 9    | 720    | Gamma FC   |
| CELKEM I. LIGA  | 122    | 94   | –      |            |

## Trenérská kariéra
Po skončení hráčské kariéry se stal trenérem. V československé lize vedl mužstvo Sloveny Žilina ve druhé polovině ročníku 1950. V maďarské lize trénoval Salgótarjáni Barátok Torna Club (1958/59) a Haladás Vasutas Sport Egyesűlet (1959/60).